# Weinstraße (Mosel)
Die Weinstraße ist eine „uralte“ Handelsstraße von Mehring nach Birkenfeld.
Die Kreisstraße 85 zwischen Mehringer Berg und Neu-Mehring und die Landesstraße 148 zwischen Bescheid und Beuren werden auf den topographischen Karten noch als Weinstraße bezeichnet.
Eine Quelle aus den 1890er-Jahren besagt: „Gegenüber Mehring, bei dem scherzhaft sobenannten Kühstantinopel beginnt die uralte Weinstrasse, klettert den 469 m hohen Berg (Aussicht) hinauf und läuft auf der Hochfläche nach Birkenfeld.“